# Țîbulivka, Berezivka
Țîbulivka (în ucraineană Цибулівка, în germană Neu-Glückstal) este un sat în comuna Znameanka din raionul Berezivkaa, regiunea Odesa, Ucraina. Satul a fost locuit de germanii pontici.

## Demografie
Componența lingvistică a localității Țîbulivka
     Ucraineană (93,23%)
     Rusă (2,51%)
     Română (2,01%)
     Alte limbi (1%)
Conform recensământului din 2001, majoritatea populației localității Țîbulivka era vorbitoare de ucraineană (93,23%), existând în minoritate și vorbitori de rusă (2,51%), română (2,01%) și armeană (1,25%).